# Taste the Feeling
Taste the Feeling é uma canção do DJ sueco Avicii com o cantor australiano Conrad Sewell.
Ela ganhou fama por conta do comercial da Coca-Cola que passou durante os jogos da Eurocopa de 2016 e nos Jogos Olímpicos Rio 2016.
A música ganhou várias versões para outras linguagens, dentre elas a versão em espanhol, que recebe o mesmo título, interpretada pela cantora pop argentina Lali Espósito.

## Faixas
| N.º            | Título              | Compositor(es)         | Duração |  |
| 1.             | "Taste the Feeling" | Avicii e Conrad Sewell | 3:11    |  |
| Duração total: | Duração total:      | Duração total:         | 3:11    |  |

## Créditos
- Produção – Avicii
- Letra – Conrad Sewell
- Gravadora – Avicii Music / Universal Music Group

## Desempenho nas Paradas Musicais
| Parada Musical (2016)           | Desempenho | Ref.  |
| ------------------------------- | ---------- | ----- |
| Áustria (Ö3 Austria Top 40)     | 17         | [ 3 ] |
| Croácia (Hot Urban Hits Chart)  | 2          | [ 4 ] |
| França (SNEP)                   | 136        | [ 5 ] |
| Alemanha (Media Control Charts) | 53         | [ 6 ] |
| Letónia (Latvijas Top 40)       | 40         | [ 7 ] |
| Suécia (Sverigetopplistan)      | 60         | [ 8 ] |